# Розенёрн, Матиас
Матиас Бринх Розенёрн (дат. Mathias Brinch Rosenørn; род. 11 мая 1993, Врёгнум, Дания) — датский футболист, вратарь исландского клуба «Хабнарфьордюр».

## Клубная карьера
Матиас начинал карьеру в скромном «Весткюстене», а позднее присоединился к академии «Эсбьерга». В 2012 году он был переведён в первую команду, но так и не сыграл за неё. В январе 2014 года вратарь ушёл в «Брабранд», но и там был только запасным вратарём. Летом 2014 года Матиас перебрался в «Скиве», где и состоялся его дебют во взрослом футболе: 31 августа того же года он целиком отыграл матч Первого дивизиона против клуба «Брёнсхёй». В середине сезона Матиас получил разрыв связок колена и вернулся только к четырём последним встречам. Всего он принял участие в 15 играх первой датской лиги, пропустив в них 23 гола.
В сезоне 2015/16 Матиас вернулся в «Брабранд», стал основным вратарём команды и прошёл с ней через два сквозных повышения из Датской серии до первого дивизиона. В середине сезона 2017/18 он перешёл из «Брабранда» в «Тистед» и за полтора года сыграл 35 матчей, пропустив 63 мяча. В 2019 году состоялось возвращение Матиаса в «Эсбьерг». 25 сентября он дебютировал за этот клуб в матче Кубка Дании против «Марьенлюста», где пропустил 2 гола, но «Эсбьерг» одержал победу. Также в сезоне 2019/20 Матиас провёл ещё один кубковый матч, однако ни разу не сыграл в датской Суперлиге и Лиге Европы, оставаясь на скамейке запасных в этих турнирах. Покинув «Эсбьерг» летом 2020 года, Матиас полгода находился без клуба.
Зимой 2021 года его подписал клаксвуйкский «КИ». Первые 5 игр чемпионата Фарерских островов он провёл на скамейке запасных, а в основе играл Кристиан Йоэнсен. Затем Йоэнсен получил травму и роль «первого номера» перешла к Матиасу. 25 апреля 2021 года он провёл первую игру в рамках фарерского первенства, пропустив 1 гол в поединке с фуглафьёрдурским «ИФ». В итоге голкипер провёл в воротах клаксвуйчан и остальные 21 игру, суммарно пропустив всего 14 голов, а его клуб стал чемпионом архипелага. Также в он дебютировал в еврокубках, отыграв первый и ответный матчи квалификации Лиги Конференций против латвийского РФС. По итогам сезона-2021 Матиас был признан Вратарём года на Фарерских островах, обойдя Тайтура Джестссона из «ХБ» в упорной борьбе (112 голосов экспертов против 108) и вошёл в Команду сезона.
2022 год начался для Матиаса новым трофеем с «КИ»: 12 марта в матче за Суперкубок Фарерских островов был обыгран «Б36», датский голкипер отстоял встречу «насухо». В еврокубках Матиас принял активное участие в выходе клаксвуйчан в предпоследний этап Лиги Конференций, где они уступили «Балкани» лишь в серии пенальти. В чемпионате Фарерских островов Матиас сыграл во всех 27 матчах и пропустил в них 21 гол, таким образом внеся свой вклад в защиту клаксвуйчанами чемпионского титула. По итогам сезона-2022 он вновь был признан Вратарём года и был включён в Команду сезона.
В 2023 году Матиас принял решение покинуть «КИ» и подписал контракт с исландским «Кеблавик». В его составе он провёл 25 матчей в высшем дивизионе Исландии и пропустил 50 голов. В 2024 году голкипер перебрался в «Стьярнан». В этом клубе он был запасным вратарём в чемпионате, сыграв всего 2 встречи и пропустив в них 3 мяча, но регулярно выступал в кубковых турнирах и квалификации Лиги Конференций.

## Международная карьера
В 2011—2012 годах Матиас представлял Данию на юношеском уровне, сыграв по 1 игре за команды до 18 и до 19 лет соответственно. В 2012 году он также провёл 2 встречи в составе молодёжной сборной Дании (до 20 лет), пропустив 1 мяч в товарищеском поединке против сверстников из Турции.

## Достижения

### Командные
«КИ»
- Чемпион Фарерских островов (2): 2021, 2022
- Обладатель Суперкубка Фарерских островов (1): 2022

### Личные
- Вратарь года на Фарерских островах (2): 2021, 2022
- Член Команды сезона фарерской премьер-лиги (2): 2021, 2022